# Hoenshovenmolen
De Hoenshovenmolen (ook: Hoensmolen, De Verloren Parel of Het Koraaltje genaamd) is een onderslagmolen op de Herk, gelegen aan Hoenshovenstraat 5 in Hoepertingen, een deelgemeente van Tongeren-Borgloon.

## Geschiedenis
De molen, die fungeerde als korenmolen, werd reeds vermeld in de 2e helft van de 15e eeuw. Er was slechts een geringe stuwhoogte, waardoor de molen niet optimaal kon functioneren en in 1850 werd stilgelegd. In 1858 werd de molen ingericht als woonhuis. Het rad werd verwijderd en ook van het binnenwerk is niets meer over.
Tegenwoordig betreft het een U-vormig hoevecomplex, waarvan de voormalige molenaarswoning het jaartal 1754 toont. Ook andere gedeelten van het complex, zoals schuren en stallen, zijn 18e-eeuws of hebben een 18e-eeuwse kern.
In 2009 werd een bed and breakfast in dit complex gevestigd.
- Inventaris van het Bouwkundig Erfgoed (Vlaanderen): 31925